# Nymphaea hastifolia
Nymphaea hastifolia är en näckrosväxtart som beskrevs av Karel Domin. Nymphaea hastifolia ingår i släktet vita näckrosor, och familjen näckrosväxter. Inga underarter finns listade i Catalogue of Life.